# Killeberg
Killeberg – miejscowość (tätort) w Szwecji, w regionie administracyjnym (län) Skania, w gminie Osby.
Według danych Szwedzkiego Urzędu Statystycznego liczba ludności wyniosła: 596 (31 grudnia 2015), 627 (31 grudnia 2018) i 630 (31 grudnia 2019).